# Pérignac (Charente)
Pérignac és un municipi francès situat al departament del Charente i a la regió de la Nova Aquitània. L'any 2007 tenia 542 habitants.

## Demografia

### Població
El 2007 la població de fet de Pérignac era de 542 persones. Hi havia 208 famílies de les quals 51 eren unipersonals (30 homes vivint sols i 21 dones vivint soles), 68 parelles sense fills, 68 parelles amb fills i 21 famílies monoparentals amb fills.
La població ha evolucionat segons el següent gràfic:
Habitants censats

### Habitatges
El 2007 hi havia 252 habitatges, 216 eren l'habitatge principal de la família, 18 eren segones residències i 17 estaven desocupats. Tots els 252 habitatges eren cases. Dels 216 habitatges principals, 171 estaven ocupats pels seus propietaris, 33 estaven llogats i ocupats pels llogaters i 13 estaven cedits a títol gratuït; 3 tenien una cambra, 20 en tenien dues, 43 en tenien tres, 59 en tenien quatre i 92 en tenien cinc o més. 189 habitatges disposaven pel capbaix d'una plaça de pàrquing. A 100 habitatges hi havia un automòbil i a 100 n'hi havia dos o més.

### Piràmide de població
La piràmide de població per edats i sexe el 2009 era:
| Homes | Edats   | Dones |
| ----- | ------- | ----- |
| 0     | 95 o +  | 0     |
| 0     | 90 a 94 | 4     |
| 4     | 85 a 89 | 0     |
| 4     | 80 a 84 | 0     |
| 24    | 75 a 79 | 28    |
| 12    | 70 a 74 | 20    |
| 16    | 65 a 69 | 12    |
| 8     | 60 a 64 | 8     |
| 20    | 55 a 59 | 12    |
| 16    | 50 a 54 | 16    |
| 8     | 45 a 49 | 16    |
| 24    | 40 a 44 | 12    |
| 16    | 35 a 39 | 8     |
| 12    | 30 a 34 | 28    |
| 16    | 25 a 29 | 12    |
| 4     | 20 a 24 | 8     |
| 16    | 15 a 19 | 4     |
| 12    | 10 a 14 | 28    |
| 4     | 5 a 9   | 20    |
| 16    | 0 a 4   | 4     |

## Economia
El 2007 la població en edat de treballar era de 344 persones, 249 eren actives i 95 eren inactives. De les 249 persones actives 221 estaven ocupades (123 homes i 98 dones) i 29 estaven aturades (12 homes i 17 dones). De les 95 persones inactives 33 estaven jubilades, 36 estaven estudiant i 26 estaven classificades com a «altres inactius».

### Ingressos
El 2009 a Pérignac hi havia 204 unitats fiscals que integraven 513,5 persones, la mediana anual d'ingressos fiscals per persona era de 15.233 €.

### Activitats econòmiques
Dels 14 establiments que hi havia el 2007, 1 era d'una empresa de fabricació d'altres productes industrials, 5 d'empreses de construcció, 1 d'una empresa de transport, 3 d'empreses de serveis, 1 d'una entitat de l'administració pública i 3 d'empreses classificades com a «altres activitats de serveis».
Dels 6 establiments de servei als particulars que hi havia el 2009, 2 eren paletes, 2 fusteries, 1 electricista i 1 agència immobiliària.
L'any 2000 a Pérignac hi havia 33 explotacions agrícoles que ocupaven un total de 1.155 hectàrees.

## Equipaments sanitaris i escolars
El 2009 hi havia una escola elemental.

## Poblacions més properes
El següent diagrama mostra les poblacions més properes.